# Dealu
Dealu es una comuna ubicada en el distrito de Harghita, Rumania.

## Superficie
Cuenta con una superficie de 94,95 kilómetros cuadrados.

## Demografía
Hasta 2021 la población era de 4104 habitantes, con una densidad de población de 43,22 habitantes por kilómetro cuadrado.